# Beta
Beta (chữ hoa Β, chữ thường β hoặc ϐ) là chữ cái thứ hai trong bảng chữ cái Hy Lạp. Chữ cái Beta bắt nguồn từ chữ cái Beth trong tiếng Phoenicia . Trong hệ chữ số Hy Lạp, Beta có giá trị là 2.

## Sử dụng
Từ Beta được sử dụng ở nhiều lĩnh vực như trong toán học được dùng để gọi một giá trị nào đó, ví dụ dùng để gọi một góc khi tính sin. Ngoài ra còn được để chỉ một trang web trong quá trình đang thử nghiệm, tương tự như vậy đối với những phần mềm, các ứng dụng hoặc một sản phẩm.